# Bengt Holmquist (diplomat)
För andra personer med namnet, se Bengt Holmquist
Bengt Carl Gustaf Holmquist, född 27 oktober 1926 i Arvidsjaur, Norrbottens län, död 1993, var en svensk diplomat.

## Biografi
Holmquist var son till distriktsveterinären John Holmquist och Disa, född Lundh. Han blev reservofficer i flygvapnet 1949 och tog juris kandidatexamen i Lund 1951 innan han blev attaché vid Utrikesdepartementet (UD) 1953. Holmquist tjänstgjorde i Bonn 1954, Wien 1956, Budapest 1957 och i Wien 1958. Han var andre sekreterare vid UD och utrikesministerns sekreterare 1958, förste beskickningssekreterare vid FN i New York 1961 och förste ambassadsekreterare i Haag 1963, i Bern 1965 samt ambassadråd där 1968. Holmquist var biträdande protokollchef vid UD 1969, ambassadråd i New Delhi, Colombo och Katmandu 1973, ambassadör i Tripoli 1977 och generalkonsul i München 1983. Han var ambassadör i Bamako, Banjul, Conakry, Dakar, Freetown, Monrovia, Niamey och Nouakchott med placering i Stockholm från 1988. Han pensionerades hösten 1992.
Holmquist gifte sig 1961 med Marianne Svedman (1926-2002), dotter till fabrikören John Svedman och Anna, född Finnér. Holmquist avled 1993 och gravsattes på Norra begravningsplatsen i Stockholm.

## Utmärkelser
- Kommendör av Förbundsrepubliken Tysklands förtjänstorden (KTyskRFO, 1970)